# Rejon Căușeni
Rejon Căușeni – rejon administracyjny w południowo-wschodniej Mołdawii.

## Demografia
Liczba ludności w poszczególnych latach:
| 1959   | 1970   | 1979   | 1989   | 2004   | 2014   |
| ------ | ------ | ------ | ------ | ------ | ------ |
| 73 696 | 89 073 | 93 656 | 96 467 | 90 612 | 91 300 |